# BEL 20

Графік індексу BEL20 у 1991-2019 рр

BEL 20 - це фондовий індекс-бенчмарк біржі Euronext Brussels. Він відстежує показники 20 найбільш капіталізованих та ліквідних акцій, що котируються на біржі Euronext Brussels. Загалом, індекс складається з мінімум 10 і максимум 20 компаній. З 20 червня 2011 року BEL20 містить 20 компаній, за винятком місячного періоду в травні-червні 2018 року, коли акції компанії Ablynx були вилучені після поглинання компанією Sanofi, лише для того, щоб бути заміненим в середині червня на arGEN-X.

## Правила
Склад індексу BEL 20 переглядається щорічно на основі цін закриття торгів біржі в останню п'ятницю лютого. Ці зміни набувають чинності після третьої п'ятниці березня. На додаток до відповідності набору критеріїв, що вимагають від компанії бути «представником бельгійського фондового ринку», щонайменше 15% її акцій повинні бути у вільному обігу, щоб претендувати на включення до індексу. Крім того, кандидат на включення повинен мати ринкова капіталізація у вільному обігу (в євро) щонайменше в 300000 разів більше значення індексу на останній торговий день грудня. Мінімальною вимогою для того, щоб існуючий компонент залишався в індексі, є його ринкова капіталізація, що у 200000 разів перевищує вартість індексу. Під час кожного щорічного перегляду вага компаній в індексі обмежується 15%, але згодом може вільно змінюватись разом з ціною акції. BEL20 - це індекс, зважений за капіталізацією. Його рекордне значення 4756,82 було встановлено 23 травня 2007 року.

## Композиція
Індекс BEL 20 складається з цих компаній станом на 30 вересня 2024 року.
| Компанія               | Сектор ICB                  | Тикер | Індексна вага (%) | Дата у індексі |
| ---------------------- | --------------------------- | ----- | ----------------- | -------------- |
| AB InBev               | Їжа та напої                | ABI   | 12,24             | лютий 2002     |
| Ackermans & van Haaren | Фінансові послуги           | ACKB  | 3,63              | березень 2007  |
| Aedifica               | Нерухомість                 | AED   | 2,61              | березень 2020  |
| Ageas                  | Страхування                 | AGS   | 6,69              | березень 1991  |
| Argenx                 | Охорона здоров'я            | ARGX  | 12,06             | червень 2018   |
| Azelis Group           | Основні матеріали           | AZE   | 2,73              | червень 2024   |
| Cofinimmo              | Нерухомість                 | COFB  | 2,12              | січень 2003    |
| D'Ieteren              | Вибіркові споживчі товари   | DIE   | 3,56              | березень 2022  |
| Elia Group             | Комунальні послуги          | ELI   | 2,97              | березень 2021  |
| Galapagos              | Охорона здоров'я            | GLPG  | 1,04              | березень 2016  |
| GBL                    | Фінансові послуги           | GBLB  | 4,93              | березень 1991  |
| KBC Group              | Банки                       | KBC   | 11,81             | січень 1993    |
| Lotus Bakeries         | Повсякденні споживчі товари | LOTB  | 4,29              | березень 2024  |
| Melexis                | Електронне обладнання       | MELE  | 1,31              | березень 2021  |
| Sofina                 | Фінансові послуги           | SOF   | 3,04              | березень 2017  |
| Solvay                 | Хімікати                    | SOLB  | 2,12              | березень 1991  |
| Syensqo                | Основні матеріали           | SYENS | 5,16              | грудень 2023   |
| UCB                    | Охорона здоров'я            | UCB   | 12,01             | березень 1991  |
| Umicore                | Хімікати                    | UMI   | 2,01              | березень 1991  |
| WDP                    | Нерухомість                 | WDP   | 3,67              | березень 2019  |